# Шофар
Шофа́р (от др.-евр. שופר‬) — еврейский ритуальный духовой музыкальный (сигнальный) инструмент, сделанный из рога животного. Имеет древнюю историю и традицию употребления, восходящую к Моисею. В него трубят во время синагогального богослужения на Рош ха-Шана (еврейский Новый год), Йом-кипур (Судный день) и в ряде других случаев. Трубить в шофар в Йом-кипур в Юбилейный год является одной из 613 заповедей Торы. Слово йовел (יובל‎ — «баран») часто ассоциируется со словом шофар, то надо полагать, что первоначально инструмент делался из рога барана.

И насчитай себе семь субботних лет, семь раз по семи лет, чтоб было у тебя в семи субботних годах сорок девять лет; и воструби трубою в седьмой месяц, в десятый [день] месяца, в день очищения вострубите трубою по всей земле вашей; и освятите пятидесятый год и объявите свободу на земле всем жителям её: да будет это у вас юбилей; и возвратитесь каждый во владение своё, и каждый возвратитесь в своё племя. Пятидесятый год да будет у вас юбилей: не сейте и не жните, что само вырастет на земле, и не снимайте ягод с необрезанных лоз её, ибо это юбилей: священным да будет он для вас; с поля ешьте произведения её. В юбилейный год возвратитесь каждый во владение своё.
— Лев. 25:9

## Устройство и изготовление

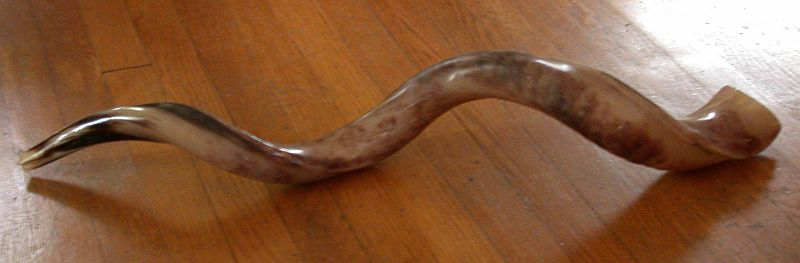
Йеменский шофар из рога антилопы куду

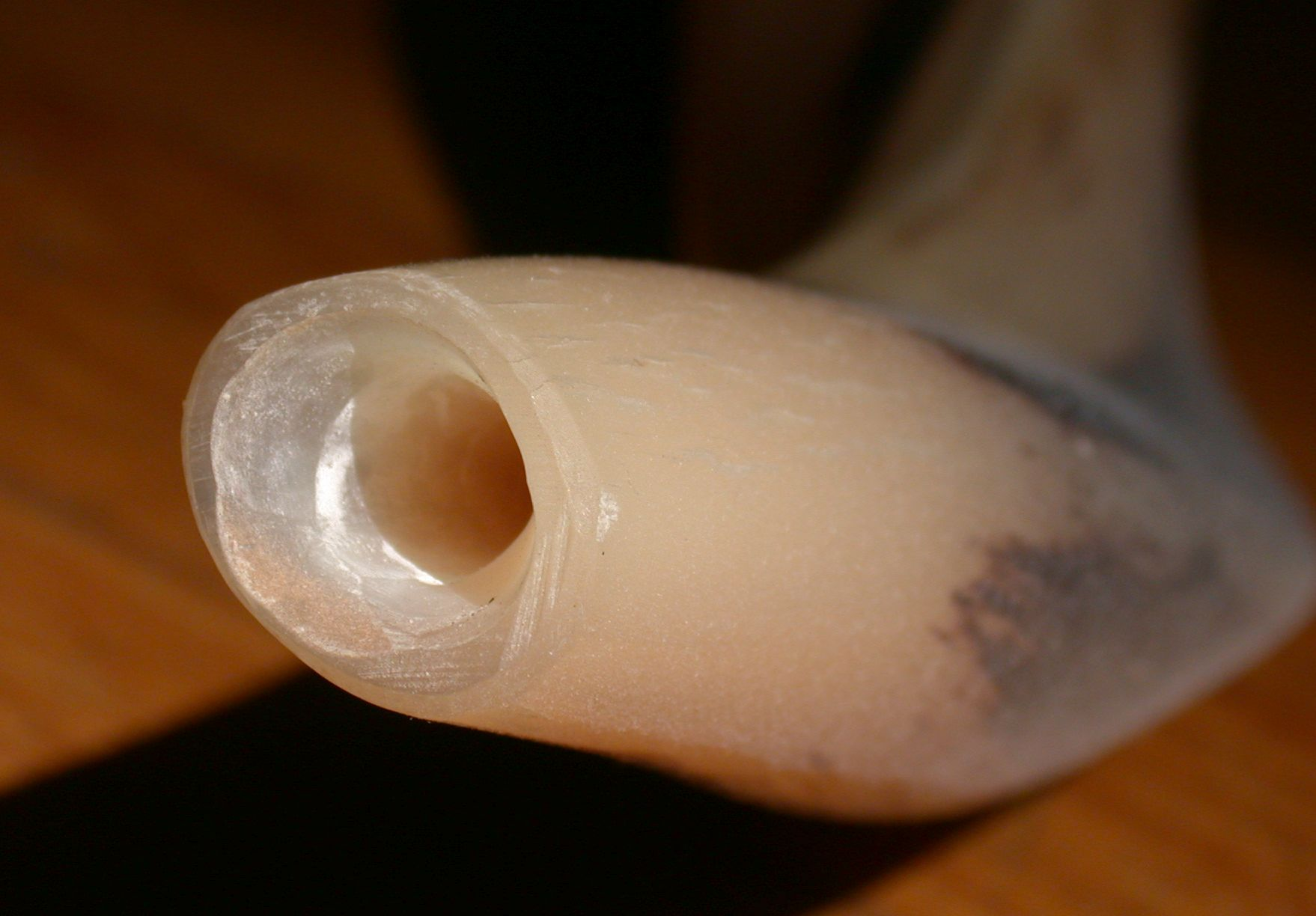
Простейший мундштук шофара

Шофар изготавливался в глубокой древности и сейчас изготавливается только из натурального рога. Использовались и используются полые внутри рога баранов, козлов, антилоп, газелей, никогда или почти никогда (из-за аллюзий на золотого тельца) бычьи или коровьи рога. Поэтому форма и длина шофаров могут быть самыми разными. Шофар может быть коротким с простым изгибом, как принято у ашкеназов, или он может быть длинным и витым. Последняя разновидность возникла в еврейской общине Йемена. В одних странах и общинах принято сильно обрабатывать рог, разогревать его паром для придания нужной формы; в других, напротив, принято сводить обработку к минимуму и формы не менять. Кончик рога у шофара срезается или просверливается. Трубящий в шофар использует это отверстие для извлечения звука. Известны случаи, когда кончику рога придавали форму простейшего трубного мундштука.

## Трубление в шофар

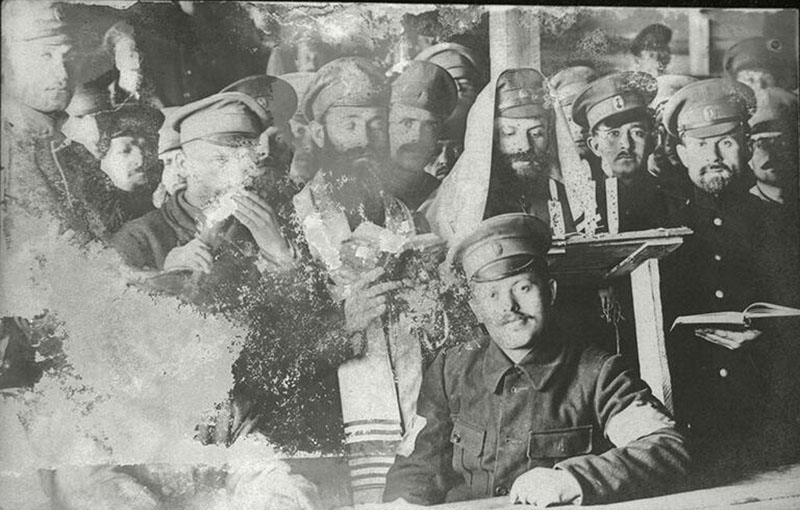
Кантонисты в Русской императорской армии трубят в шофар в Рош ха-Шана

В древности шофар использовался как сигнальный инструмент для созыва народа и возвещения важных событий, а также во время войны. Использование этого инструмента восходит к магическим обрядам доеврейской эпохи. Звуки шофара (точнее, его разновидности, упоминаемой как «йовел», «юбилейная труба»), по одной из популярных интерпретаций Танаха, обрушили стены Иерихона, откуда пошло выражение «иерихонская труба». Шофар — натуральный инструмент. Помимо основного тона из него можно извлечь только первый и второй обертоны, составляющие квинту. Тембр звука у шофара сильно зависит от формы и размера. Короткий ашкеназский шофар даёт высокий, плачущий звук. Большие и длинные шофары дают более насыщенный звук, который может быть низким, хрипловатым и торжественным.
Различают следующие виды звуков шофара:
- ткиа («трубление») — начинается на нижней ноте и переходит к верхней ноте с нарастанием звучности.
- шварим («тремоло») — быстрое чередование нижней и верхней ноты.
Три коротких звука, напоминающие вздох, как знак осознания своих ошибок.
- труа[12] («тревога») — серия отрывистых звуков на нижней ноте, заканчивающихся на верхней.
Девять коротких и резких звуков, передающих грусть и тоску.
- ткиа гдола («большое трубление») — длится дольше на верхней ноте и всегда финальное.

Символизирует призыв к пробуждению совести и возвращению к Богу.
Четыре звука шофарао файле
Четыре основных звука трубления могут быть объединены в серии (последовательности), имеющие собственные названия:
- Ташрат: ткиа, шварим, труа, ткиа гдола;
- Ташат: ткиа, шварим, ткиа гдола;
- Тарат: ткиа, труа, ткиа гдола.

Звуки шофара на Рош ха-Шана толкуются как призыв к покаянию.

## Традиции трубления в шофар

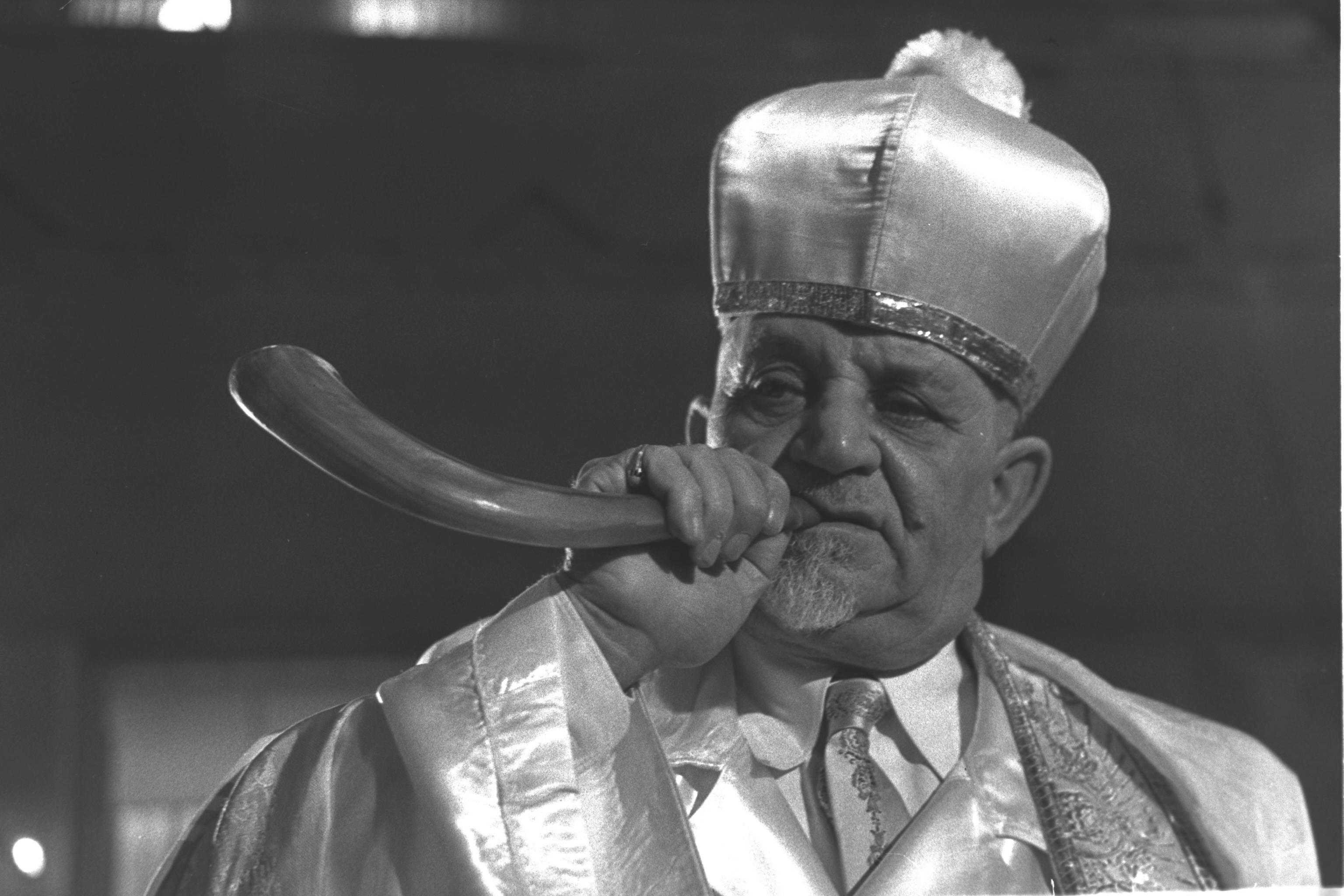
Шамаш трубит в шофар в Йом-кипур в сефардской синагоге Тель-Авива, 25 сентября 1960

Согласно Галахе, в шофар трубят во время синагогального богослужения на Рош ха-Шана (еврейский Новый год) и Йом-кипур (Судный день). На Рош ха-Шана обычай требует стократного трубления. Во время синагогальной службы трубление выполняется троекратно: каждый раз как «Ташрат» (3 раза), «Ташат» (3 раза), «Тарат» (3 раза), а затем ещё раз «Ташрат», «Ташат», «Тарат» для достижения числа звуков сотни.
Позднее возник обычай трубить в шофар ежедневно в течение всего месяца элул, предшествующего еврейскому Новому году.
В преддверии Рош ха-Шана и Йом-кипура в шофар трубят не только в синагоге, но и в местах скоплениях иудеев, например, в еврейских школах. В Израиле шофар можно услышать в таких неожиданных местах, как около железнодорожной станции или около торгового центра. Это делается для того, чтобы призвать весь народ Израиля к покаянию.

## Еврейские источники о шофаре
- Мидраш Пирке де рабби Элиэзер[14] утверждает, что шофар из левого рога барана, принесённого в жертву Авраамом, звучал на горе Синай, а в шофар из правого рога будут трубить, когда соберутся вместе разрозненные колена Израиля.
- Пророк Исайя пророчествовал:

И будет в тот день: вострубит великая труба, и придут затерявшиеся в Ассирийской земле и изгнанные в землю Египетскую и поклонятся Господу на горе святой в Иерусалиме.
— Ис. 27:13

Хвалите Его со звуком трубным, хвалите Его на псалтири и гуслях.
— Пс. 150:3
- В Талмуде[15] разрешается изготовлять шофар из рогов баранов, диких и домашних козлов, антилоп и газелей, но всё же рекомендуется использовать именно рог барана, который ассоциируется с жертвоприношением Исаака. В эти дни в синагогах читается соответствующая глава Торы.

Согласно Торе, когда ангел задержал руку Авраама, занесённую с ножом над Исааком, Бог повелел Аврааму вместо сына принести в жертву барана. Тем самым, баран стал символом покаяния.
Вместе с тем запрещается применять рога коров, поскольку Сатана может напомнить Всевышнему о грехе золотого тельца и, тем самым, отвратить Бога от прощения нынешних грехов.

### Значение шофара в Каббале
В Каббале шофар означает раскрытие тайной мудрости в широких массах, являющееся предварительным и обязательным условием полного избавления. Цитата из статьи Бааль Сулама «Шофар Машиаха»:

 «Распространение этой мудрости (Каббалы) в массах называется „Шофар“, подобно шофару — бараньему рогу, звук которого разносится на большие расстояния. Так же и отзвук этой мудрости будет разноситься по всему миру, пока даже народы не услышат и не признают, что есть мудрость Творца в среде Израиля».

## Шофар в мессианском иудаизме
В мессианском иудаизме символика шофара прослеживается и в новозаветных книгах Библии. Считается, что именно звук шофара имеется в виду под «последней трубой» в конце дней, о которой несколько раз упоминает апостол Павел: 

…Не все мы умрём, но все изменимся вдруг, во мгновение ока, при последней трубе…
— 1Кор. 15:52, 53
 По данному мнению, шофар как труба Мессии и труба последних дней упомянут в 1Фес. 4:16, Мф. 24:31; в него трубят ангелы в Откр. 8:7 и далее. Сходные взгляды могут встречаться и среди протестантов.

## Сноски и источники
1. ↑  Шофар // Энциклопедический словарь Брокгауза и Ефрона : в 86 т. (82 т. и 4 доп.). — СПб., 1890—1907.
2. ↑  Шофар // Еврейская энциклопедия Брокгауза и Ефрона. — СПб., 1908—1913.
3. ↑  Согласно Маймониду, — 137-я повелительная заповедь
4. ↑  ср. Юбилей, Юбилейный год
5. ↑  Шофар // Еврейская энциклопедия Брокгауза и Ефрона. — СПб., 1908—1913. «Что шофар делался из рога, показывает не только талмудическая традиция, но и то, что вместо слова шофар употребляется קרן‎ (рог; Иош., 6, 4 и 5); так как, далее, слово יובל‎ (баран) часто ассоциируется со словом шофар, то надо полагать, что первоначально инструмент делался из рога барана (Nowack, Hebr. Archeol., I, 277)»
6. ↑   Шофар — статья из Электронной еврейской энциклопедии «Духовой музыкальный инструмент, сделанный из рога барана или козла. В семитских языках слово шофар и название горного барана — однокоренные слова»
7. 1 2 3 4  ивр. шофар
8. ↑  В первоисточнике речь идёт именно о шофаре и о его звуке (точнее, «голосе»). Синодальный перевод упоминает шофар со всеми его разновидностями (йовел, керен) просто как «трубу». То же слово может быть использовано для совсем других инструментов, например, для металлической трубы (хацоцра). Это вносит в текст перевода неясности, которых можно было бы избежать. См. Елена Ивановна Коляда. «Библейские музыкальные инструменты (к проблеме идентификации и перевода)»
9. 1 2 3 4  ивр. йовел
10. 1 2  Газета «для тебя». Обычаи разные — Тора одна. Архивная копия от 4 марта 2016 на Wayback Machine
11. 1 2  Елена Ивановна Коляда. «Библейские музыкальные инструменты (к проблеме идентификации и перевода)» Архивная копия от 24 мая 2019 на Wayback Machine
12. ↑  «Скажи сынам Израилевым: в седьмой месяц, в первый месяца да будет у вас покой, праздник труб (труа), священное собрание» (Лев. 23:24)
13. 1 2  Трубление в шофар Архивная копия от 21 сентября 2012 на Wayback Machine — статья из книги И. М. Лау «Практика устной торы»
14. ↑  [[:s:he:פרקי דרבי אליעזר פרק לא
צ|Пиркей де Рабби Элиезер, глава 31, Викитека на иврите]]
15. ↑  Талмуд, Рош ха-Шана 16а
16. ↑  Талмуд, Рош ха-Шана 26а
17. ↑  Лорен Джейкобс. Йешуа в еврейских праздниках. Архивная копия от 17 сентября 2011 на Wayback Machine
18. ↑  Александр Стовбырь. Сезон осенних праздников Израиля начинает «Праздник Труб». Архивная копия от 15 августа 2016 на Wayback Machine
19. ↑  Газета «для тебя». Н. Я. Куркаев. События последнего времени в свете Библии. Архивная копия от 29 мая 2012 на Wayback Machine
20. ↑  Bible.com.ua. «Последняя и седьмая труба, это одна и та же труба? (1 Кор 15:52; Откр 11:15)». Архивная копия от 5 ноября 2011 на Wayback Machine